# Ehrensache (Connelly)
Ehrensache (englisch: The Crossing) ist der 28. Roman des US-amerikanischen Krimi-Autors Michael Connelly, der 18. Roman der Harry-Bosch-Serie. Er erschien 2015, in deutscher Übersetzung 2018.

## Handlung
„Ellis und Long“ (die ersten drei Worte des Romans) provozieren auf dem Ventura Boulevard einen Unfall, indem sie mit ihrem orangen Camaro ein Motorrad bewusst und absichtlich in den Gegenverkehr drängen. Die Leser erfahren später, dass das Opfer dieses Mordanschlags Dennis „Cisco“ Wojciechowski ist, der Ermittler von Mickey Haller, dem Anwalt aus Der Mandat und (Halb-)Bruder von Harry Bosch.
Harry Bosch hat das LAPD nach der Auseinandersetzung mit seinem Chef in Scharfschuss verlassen. Mickey Haller sieht darin eine gute Gelegenheit, ihn als Ersatz für Cisco als Ermittler anzuheuern. Für Bosch ist das eigentlich undenkbar, denn für die Polizei stellen die Anwälte der Verteidigung „die dunkle Seite“ dar. Haller versichert Bosch, dass es darum geht, einen Unschuldigen zu entlasten. Da'Quan Foster wird beschuldigt, Alexandra „Lexi“ Parks bestialisch ermordet zu haben. Lexi Parks war Assistant City Manager von West Hollywood. Bosch sträubt sich gegen Hallers Ansinnen, doch schließlich denkt er: Ist Foster wirklich unschuldig, dann gilt es doch den wirklichen Mörder zu fassen. So willigt er schließlich ein, Foster zu treffen. Obwohl die Beweislage erdrückend ist, denn an der toten Parks wurde Sperma mit der DNA von Foster gefunden, erkennt Bosch in den Augen von Foster, dass dieser nicht der Mörder sein kann. Er steigt als Ermittler in diesem Fall ein, was in Polizeikreisen für Verrat gehalten wird.
Bosch erzielt rasch Fortschritte in seinen Ermittlungen. Foster gab bei der Polizei ein falsches Alibi an, tatsächlich hatte er zur Tatzeit ein erotisches Treffen mit dem Transvestiten und Prostituierten James Allen. Doch Allen wurde wenige Tage nach der Verhaftung Fosters ermordet. Viel Koinzidenz in Boschs Augen.
Seine Ex-Kollegin Lucia Soto verschafft ihm eine Kopie der Ermittlungsakte des Mordfalls Allen. Bosch ermittelt nun in beiden Fällen. Was Lexi Parks angeht, gibt er sich als Kaufinteressent aus und kommt so in das Haus von Parks, in dem er eine leere Schachtel für eine teure Uhr der Marke Audemars Piguet entdeckt. Die Uhr hat die Tote jedoch nicht getragen. Auf der Spur nach der Uhr spricht Bosch mit dem Juwelier Nguyen, der zusammen mit seinem Bruder das Geschäft betreibt, in dem Lexi Parks Mann die Uhr zu einem sehr günstigen Preis gekauft hat. Der Juwelier scheint etwas zu verheimlichen. Bosch hat von Parks Ehemann erfahren, dass die Uhr zur Reparatur war. Er findet heraus, dass sie in Las Vegas repariert werden sollte.
So fährt er nach Las Vegas und erfährt dort, dass die Uhr ursprünglich an einen Schönheitschirurgen aus Beverly Hills, Dr. Schubert, verkauft worden, dessen Frau sie später als gestohlen meldete. Deshalb hat der Servicemanager der Vertretung von Audemars Piguet in Las Vegas Lexi Parks angerufen. Lexi Parks hat daraufhin bei dem Verkäufer Nguyen nachgefragt. Als städtische Bedienstete wollte sie kein Diebesgut in Besitz haben. Vier Tage nach dem Anruf bei Nguyen wurde sie ermordet.
Zurück in Los Angeles wird Bosch von der Polizei verhört, weil er das Juweliergeschäft besucht hatte. Die beiden Juweliere sind ermordet worden. Bosch weiß nun, dass der oder die Mörder von Lexi Parks alle möglichen Zeugen ermorden.
Im Fall Allen findet Bosch ein Sicherheitsvideo auf dem zu sehen ist, dass Foster Allen tatsächlich besucht hat. Aber auch ein oranger Camaro fällt Bosch auf. Anhand der Mordakte und mit Hilfe von Soto stellte er fest, dass zwei Detektives des Sittendezernats aus Hollywood, Don Ellis und Kevin Long, eine Verbindung zu Allen hatten. Sie hatten die Möglichkeit, ein Kondom von Foster bei Allen zu verwenden, um das Sperma bei der Leiche von Lexi Parks zu platzieren.
Bosch entschließt sich, den Schönheitschirurgen Schubert in seinem Büro zu konfrontieren. Mit seinem Handy nimmt Bosch alles auf: Schubert gibt zu, bei einer Prostituierten gefilmt und daraufhin von Ellis und Long erpresst worden zu sein. Er hat ihnen auch die teure Uhr gegeben. Kurz nach diesem Geständnis dringen Ellis und Long in das Büro ein. Sie erschießen Schubert, doch Bosch kann Long anschießen und Ellis flieht. Bosch wird von der eintreffenden Polizei verhört, kann jedoch die Audioaufzeichnung vorweisen. Bei dem Gespräch ist auch Nancy Mendenhall von den Internen Ermittlungen des LAPD dabei und sie bietet an, Bosch nach Hause zu fahren. Dort wird Bosch von Ellis angegriffen, doch Mendenhall war der orange Camaro aufgefallen und sie kann Ellis gerade noch rechtzeitig erschießen. Nach Black Box hat Mendenhall zum zweiten Mal Boschs Leben gerettet.

## Querbezüge
Mickey Haller hat es in diesem Roman geschafft, in die angesehene Szene Los Angeles’ aufgenommen zu sein, er habe „die Imprimatur erhalten“ durch „einen Film über einen seiner Fälle, in dem kein Geringerer als Matthew McConaughey mitspielt“, wie es in einer Vermischung von Fiktion und Realität zu Beginn des 12. Kapitels des Romans heißt. Gemeint ist die Verfilmung Der Mandant des ersten Romans Der Mandant von Connelly mit Mickey Haller als Hauptfigur.

## Hintergrund
Janet Maslin von der New York Times sagt in Anspielung auf den englischen Titel The Crossing des Buchs, dass Connelly „kreative Wege findet, um das Wort Crossing auf möglichst viele Arten in das Buch einzufügen.“ Und in der Tat lassen sich mindestens fünf Bedeutungen für den Titel Crossing im Roman finden:
1. Harry Bosch arbeitet als Ermittler für die Verteidigung. In Kreisen der Strafverfolger wird dies als ein Überschreiten einer roten Linie gesehen (und Bosch erhält auch giftige Anrufe deswegen), als das „Überwechseln auf die dunkle Seite“. „Weißt du, wie sie jemanden nennen, der bei Mordermittlungen die Seiten wechselt? Sie nennen ihn eine Jane Fonda, weil sie damals für die Nordvietnamesen war. Verstehst du? Es heißt, dass man zur Gegenseite überläuft.“[2]
2. Die zufällige Begegnung von Opfer und Täter ist auch eine Art „Kreuzung“, in diesem Fall fragt sich Harry Bosch, wo sich die Wege der ermordeten Lexi Parks und des verdächtigten Da'Quan Foster wohl hätten kreuzen können, lebten sie doch in so verschiedenen „Welten“ von Los Angeles. Wie sich herausstellt war es eher eine zufällige Überkreuzung von Telefonaten, die letztlich zum Mord an Parks führten.
3. Aber auch im wörtlichen Sinne der örtlichen Kreuzung von Straßen kommt „Crossing“ vor: „Die gibt es an dem Ort, wo der Transvestit Thomas Allen wohnte. Witzigerweise befindet sich die Einfahrt gleich gegenüber einem Friedhof für tote Filmstars der Paramount Studios.“ bemerkt Michael Metzer in seiner Rezension.[3]
4. Der Schönheitschirurg Dr. Schubert bricht ein Tabu, als er mit einer seiner Patientinnen schlief hat und damit die ganze Geschichte im Roman lostritt. „I crossed a line“ bekennt Schubert im 42. Kapitel des Buchs.
5. Und schließlich kann man die (nicht immer konfliktfreie) Begegnung von Harry Bosch und Mickey Haller, zweier Hauptfiguren in der fiktionalen Welt von Michael Connelly als eine Kreuzung zweier Linien des „Connelly-Universums“ sehen, wie das Michael Drewniok von der Krimi-Couch tut.[4]

## Rezeption
Kirkus Review sieht in dem Roman eine solide, unspektakuläre aber doch fesselnde Arbeit der Großmeister in Sachen Polizeivorgehen.
Janet Maslin von der New York Times findet, dass die besten Bücher von Connelly in ihren Schlusskapiteln einen ungeheuren Schwung aufnehmen, aber dass „Ehrensache“ nicht auf diesem Niveau sei.
In der Rezension der Washington Post wird hervorgehoben, dass wie immer in Connellys Büchern die polizeiinternen Details die Lesefreude befördern.
Die Tampa Bay Times ist voll des Lobes über das Buch von Connelly, der ja in Florida lebt: „Mit dem Finden der Verbindungen zwischen den Teilen des Falles - die Kreuzungen aus dem Titel, die Orte, an denen scheinbar unverbundene Menschen aufeinander treffen - gibt Harry dem Leser sein Bestes. Wir erhalten als Bonus, dass Mickey in diesem Fall eine seiner Bravourleistungen vor Gericht bringt.“
Der Tages-Anzeiger meint, dass man „Ehrensache“ auch ohne die restliche Reihe zu kennen lesen kann, dass aber die Entwicklung der Figur von Harry Bosch in immer neuen Situationen die Reihe auch als eine der besseren Serien auszeichnet.
Die krimi-couch.de urteilt: „‚Ehrensache‘ zählt sicherlich nicht zu den Höhepunkten der Harry-Bosch-Serie, bietet aber immer noch überdurchschnittlichen Lese-Spaß“.
Michael Matzer von buchwurm.info findet den Roman wie auch andere Bücher von Connelly als gespickt mit extrem solider Krimispannung.

## Ausgaben
- Michael Connelly: The Crossing. Little, Brown and Company, New York, NY 2015, ISBN 978-0-316-22588-5.
- Michael Connelly: Ehrensache. Thriller Aus dem Amerikanischen von Sepp Leeb. Droemer, München 2018, ISBN 978-3-426-28159-8; als Taschenbuch: dto., München 2019, ISBN 978-3-426-30671-0, als E-Book: dto, München 2018, ISBN 978-3-426-44010-0.
- Michael Connelly: Ehrensache. Gekürzte Hörbuchfassung, gelesen von Herbert Schäfer. Aus dem Amerikanischen von Sepp Leeb. Audio Media, München 2018, ISBN 978-3-95639-352-5.